# 주코프 (칼루가주)

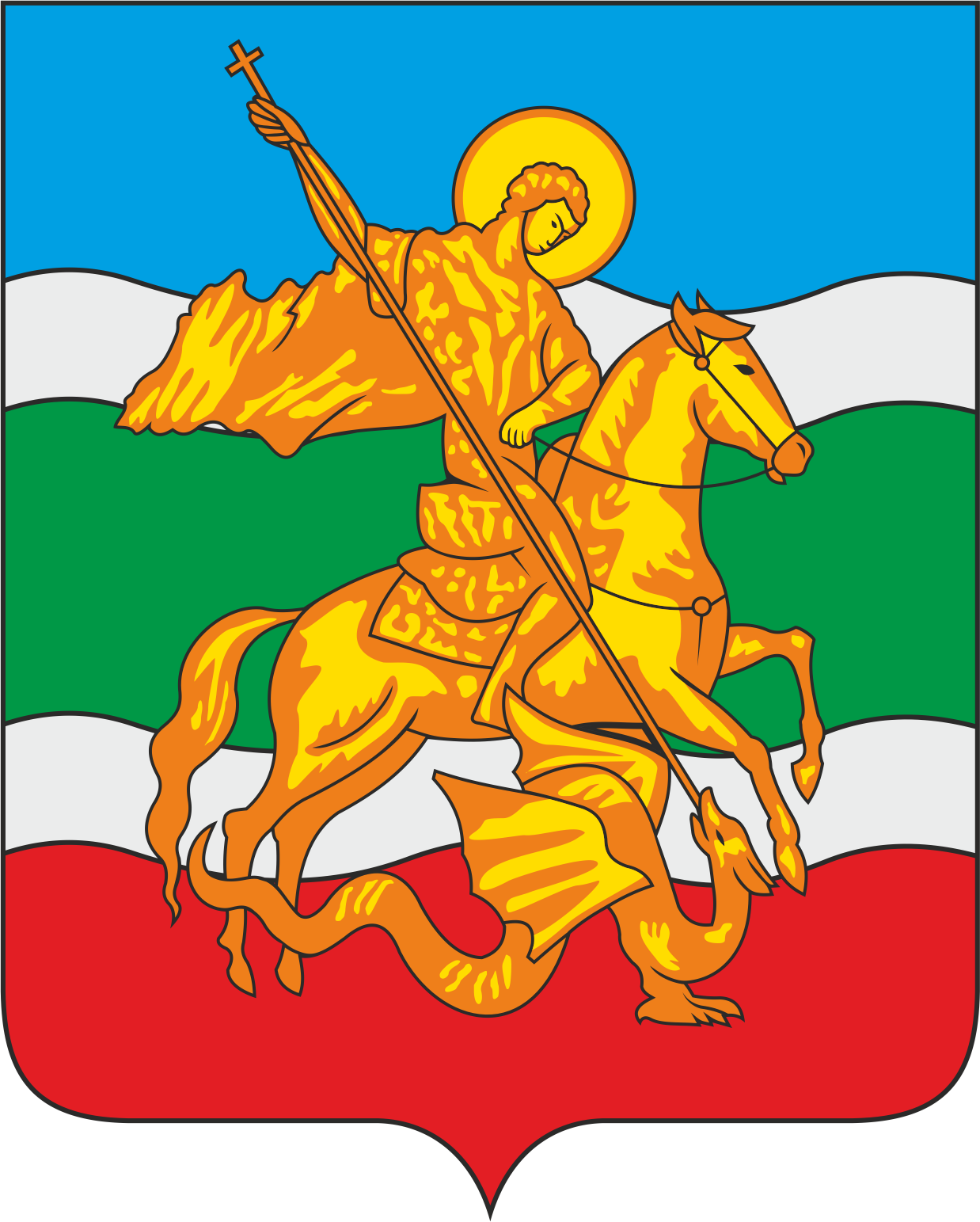
시 문장

주코프(러시아어: Жу́ков)는 러시아 칼루가주 북동부에 위치한 도시로, 인구는 12,306명(2002년 기준)이다. 칼루가(칼루가 주의 주도)에서 북서쪽으로 90km 정도 떨어진 곳에 위치한다. 17세기 초반 마을이 형성되었고 1656년 제철 공장이 들어서면서 우고스키자보드(Уго́дский Заво́д)라는 이름으로 불리게 된다. 1974년 소비에트 연방의 육군 원수인 게오르기 주코프의 업적을 기념하기 위해 도시 이름으로 주코보(Жу́ково)로 변경했고 1996년 인근에 있는 프로트바를 병합하면서 도시 이름을 주코프로 변경하여 오늘에 이른다.